# 蒂拉尼山
15°20′06″S 72°33′07″W / 15.33500°S 72.55194°W

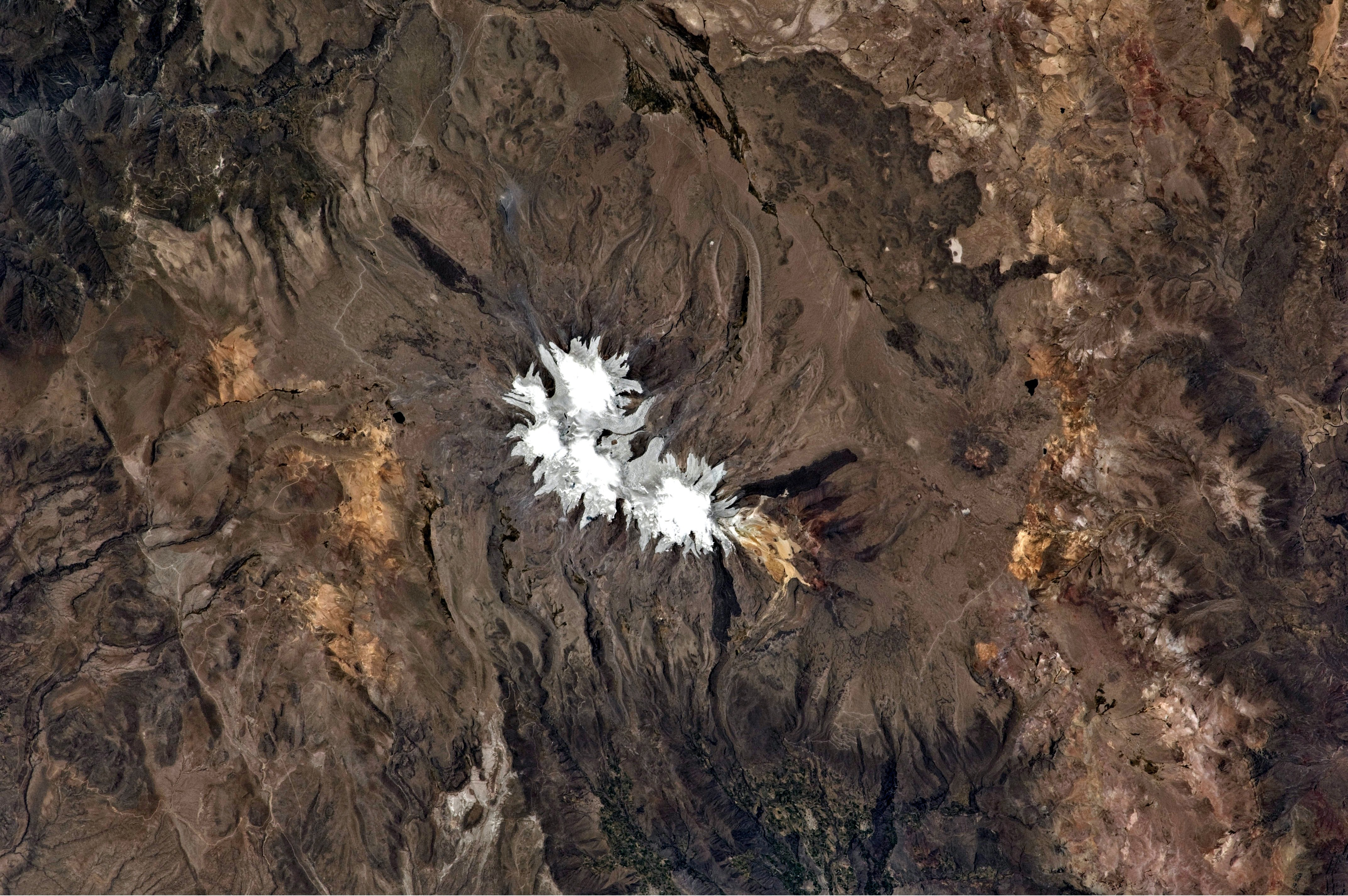

蒂拉尼山（Tirani），是秘魯的山峰，位於該國南部阿雷基帕大區，由卡亞拉尼區和薩拉曼卡區負責管轄，屬於安地斯山脈的一部分，海拔高度5,105米。